# روبرت كيلي
روبرت كيلي (بالإنجليزية: Robert Kelly)‏ هو فلاح وسياسي أسترالي وبريطاني (وحمل سابقاً جنسية المملكة المتحدة لبريطانيا العظمى وأيرلندا)، ولد في 6 مايو 1845 في أستراليا، وتوفي في 26 أكتوبر 1920 في أديلايد في أستراليا بسبب سرطان. انتخب عضو مجلس النواب جنوب أستراليا من الجمعية عن دائرة Electoral district of Wooroora ‏ وقد انضم خلال فترته النيابية (25 فبراير 1891 – 14 أبريل 1893)  للكتلة البرلمانية مستقل.